# Китайский календарь
Китайский календарь представлен двумя типами календарей: солнечный (сельскохозяйственный кит. 农历 нунли) и лунно-солнечный (阴阳历 иньянли). Второй из них исторически известен в двух вариантах: календарь Ся (夏历 Ся ли, по названию первой полумифической династии 夏), наиболее популярный в Восточной Азии, отсчитывающий год по весне; а также календарь Чжуаньсюя, по имени первопредка династии Цинь Чжуань-сюй, отсчитывающий год по осени (см. ниже Календарь династии Цинь 秦历).
В современном Китае в употребление вошёл также григорианский календарь, однако лунный календарь, как и прежде, повсеместно используется для определения дат традиционных праздников: «Праздник весны» (китайский Новый год), Праздник середины осени и других, и для определения дат начала тех или иных видов сельскохозяйственных работ. «Праздник Весны» (Новый год) по лунному календарю — переменный и приходится ежегодно на день «Первого Новолуния». Наступлением нового года признаётся второе, считая от зимнего солнцестояния (21—22 декабря), новолуние, которое с 1645 по 2644 год происходит не раньше 21 января и не позже 21 февраля (например, 4722 год зелёной змеи с 29 января 2025 года по 16 февраля 2026 года). По календарю Ся «Начало Весны» ежегодно приходится на 4, 5 или 6 число февраля. Календарь Ся применяют в мантических целях, например, при выборе наиболее благоприятных дней проведения свадеб, открытия учреждений — любых других мероприятий. Персональную «карту судьбы» мин шу 命书 также исчисляют, применяя мантический календарь Ся.
В Китае григорианский календарь называют «стандартным» (公曆 gōnglì), «западным» (西曆 xīlì) или «солнечным» (日曆 rìlì). После введения григорианского календаря его называли также новым, соответственно лунный календарь — старым.

## История

### Календарь эпохиШан

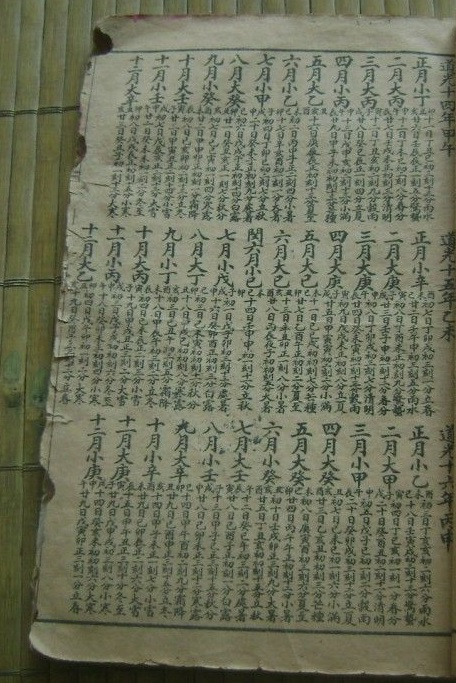
Страница китайского календаря

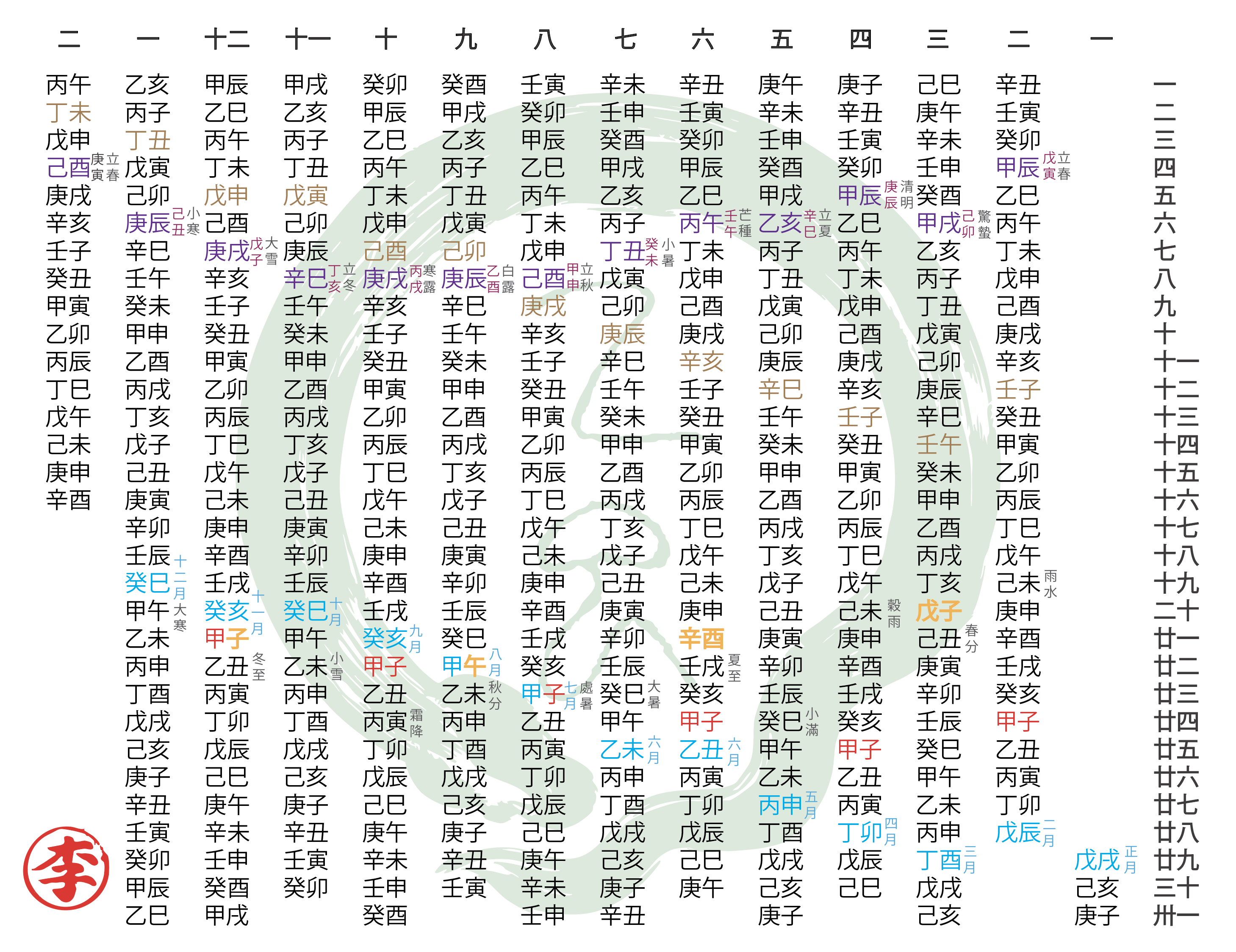
Китайский календарь с 29 января 2025 по 16 февраля 2026

Древнейшие надписи на гадательных костях эпохи Шан (XVI—XI века до н. э.) описывают год из 12 лунных месяцев, в котором проводились эмпирические вставки тринадцатого и иногда даже четырнадцатого месяцев чтобы избежать сползания календаря и сохранить его привязку к временам года и солнцестояниям.
Уже тогда использовался шестидесятилетний цикл для отсчёта лет и дней. Традиция считает что год начинался с первого новолуния после зимнего солнцестояния.

### Календари эпохиЧжоу
Ранние тексты эпохи Чжоу (XI—III века до н. э.), такие как Чуньцю, описывают год из 12 лунных месяцев, в котором вставки тринадцатого месяца проводится в конце года по эмпирическим соображениям. Длина месяцев чередует 29 и 30 дней, а дополнительный день иногда добавляется в конце месяца чтобы обеспечить соответствие начала месяца и наблюдаемого новолуния.
Элемент произвола в выборе дополнительных дней и месяцев привёл к тому, что календари разных царств могли несколько отличаться, однако официальным календарём считался календарь царства Чжоу.
Начало года отодвигалось на месяц назад, и считалось уже новолунием до зимнего солнцестояния.
Тем не менее анналы Чуньцю свидетельствуют, что начало нового года после зимнего солнцестояния, как было в эпоху Шан, местами (по меньшей мере в царстве Лу) ещё употреблялось даже в VII веке до н. э., и сдвиг начала года на месяц назад оценивают 650 годом до н. э..

### Календарьдинастии Цинь
В 221 году до н. э., когда император Цинь Шихуанди объединил Китай, он произвёл календарную реформу и установил единый календарь. Из соображений господства стихий, начало года было передвинуто ещё на месяц назад, ко второму новолунию перед зимним солнцестоянием (конец десятой луны).
Во время династии Цинь в практику ввели 24 сезона, определяемые положением солнца на эклиптике (аналогично 12 знакам зодиака), которые стали основой сельскохозяйственного календаря. Сезоны не имели прямого отношения к движению Луны.

### Календари Хань
- Тайчу 太初

Китайский календарь, получивший известность благодаря первому фундаментальному историческому труду «Ши Цзи» Сыма Цяня, который однако не даёт описания алгоритма его расчёта. Утверждён указом императора У-ди династии Хань в 104 году до н. э. в результате многолетней работы конфуцианских учёных, в проекте участвовал также сам Сыма Цянь. Календарь получил название Тайчу (太初, Великое Начало), так же была названа новая эра правления У-ди. Согласно этому календарю начало года передвигалось на три месяца вперёд, на месяц начала весны (третий циклический знак Инь), что соответствует новолунию в конце января — начале февраля. Согласно последним работам исследователей в основе вычислений заложена продолжительность солнечного (тропического) года в 365,25 суток.
- Саньтун ли 三统历

Разработан комиссией, которую возглавлял Лю Синь, как один из важных реформистских шагов Ван Мана (9 — 23 годы н. э.). Первый календарь, полное алгоритмическое описание (в «Хань Шу») которого дошло до наших дней. Кроме непосредственно календаря, описываются алгоритмы вычисления положения главных планет и соединений Солнца и Луны (включая затмения). Базовыми константами календаря являются продолжительность лунного месяца равная 29 и 43/81 суткам и «метонов цикл» — 7 високосных (состоящих из 13 месяцев) лет в каждый 19-летний цикл. Продолжительность же солнечного года вторична и вычисляется на основе этих констант (365 и 385/1539 суток = 365,2502).
- Ханьский сыфэнь ли

Календарь Восточной (Поздней) Хань. Принят в 85 году н. э. В основу положена продолжительность солнечного (тропического) года в 365,25 суток (сыфэнь 四分 — четверть) и метонов цикл. Продолжительность лунного месяца, исходя из этого, равна 29 и 499/940 суток.
- Цяньсян ли 乾象历

Календарная реформа, предложенный Лю Хуном 刘洪 (около 135—210): принята в 223 году царством У, одним из трёх образовавшихся царств после падения империи Хань в 220 году. Солнечный год в нём равен 365 и 145/589 (=365,2462) суток. Также используется метонов цикл. Лунный месяц = 29 и 773/1457 суток.

## Варианты
Другие восточные календари либо полностью идентичны китайскому (корейский), либо во многом сходны с китайским, но имеют некоторые отличия (вьетнамский — Кролик в зодиакальном цикле заменён Котом; тибетский — несколько изменены имена животных по Зодиаку; японский — изменён принцип расчёта, в связи с чем возникают расхождения в годах по сравнению с другими календарями).
Элементы китайского (китайско-уйгурского) календаря благодаря монгольским завоеваниям стали достоянием исламских народов. В частности, названия животных, переведённые с монгольского на турецкий, стали использоваться для ведения хронологических записей, чиновничьих и исторических документов на территориях распространения персидского и турецкого языков от Малой Азии и до Индии, начиная со средневековья и до новейшего времени. В Иране лунный календарь был в обиходе крестьян и сборщиков налогов вплоть до запрета на его использование в 1925 г.

## Деление солнечного года в китайском календаре
В Китае эпохи Инь в году было два сезона: первая половина года — чунь (кит. упр. 春) и вторая половина года — цю (кит. упр. 秋), смена сезонов года называлась словом чуньцю (кит. упр. 春秋), которое со временем стало обозначать историческую хронику. Позднее солнечный (тропический) год в древнем Китае стал делиться как и в большинстве других цивилизаций на четыре времени года (климатических сезона). Солнечные тропики (солнцестояния и равноденствия) полагались серединами (вершинами) соответствующего времени года. Дополнительно были введены ещё 4 точки эклиптики, обозначающие границы сезонов (промежуточные точки с эклиптической долготой 45°, 135°, 225° и 315°). Они именовались по схеме <начало — 立 ли> + <наименование времени года>: ли-чунь, ли-ся, ли-цю, ли-дун. В совокупности все восемь точек эклиптики или дней им соответствующих носили название Бацзе (кит. трад. 八節, упр. 八节, пиньинь bājié, буквально: «восемь узлов»).
Дальнейшее, более мелкое, деление было вызвано попыткой согласовать существовавшие лунные циклы (месяцы) с солнечными циклами (годами). Год был разделён на 12 солнечных периодов, приблизительно соответствующих по продолжительности лунным месяцам. Подобно делению на 4 сезона и 8 бацзе, для деления на 12 «солнечных месяцев» потребовалось 24 точки эклиптики с шагом в 15°, называемых Цзеци (jiéqì — 節氣 / 节气). 12 главных из них, срединные узлы (середины солнечных месяцев) — чжунци (zhōngqì 中氣 / 中气) играют важнейшую роль в согласовании лунных и солнечных циклов и, как следствие, в создании лунно-солнечного календаря. Промежуточные «узлы» получили образное фенологическое наименование, а названия и само понятие узлов (цзе) распространилось и на периоды времени между узлами, а сами узлы стали ориентирами для планирования аграрной деятельности китайскими крестьянами.
Знание внутренней глубинной структуры китайского календаря было уделом посвящённых. Любое создание календарей, даже идентичных официальным календарям имперской канцелярии, каралось жестоким наказанием, чаще всего смертью. Вследствие чего, цель разбиения года на 12/24 периода в сознании простого народа никогда им не осознавалась.
Этот календарь определяет деление года на 24 сельскохозяйственных сезона по положению Солнца на эклиптике. Сезоны никак не связаны с движением Луны.
| Эклиптическая долгота | Перевод                  | Китайское название  | Японское название | Корейское название   | Вьетнамское название   | Примерное число в григорианском календаре |
| --------------------- | ------------------------ | ------------------- | ----------------- | -------------------- | ---------------------- | ----------------------------------------- |
| 315°                  | Начало весны             | 立春 личунь         | 立春 риссюн       | 입춘 (立春) ипчхун   | Lập xuân лэп сюан      | 4—5 февраля                               |
| 330°                  | Дождевая вода            | 雨水 юйшуй          | 雨水 усуй         | 우수 (雨水) усу      | Vũ thủy ву тхюи        | 19—20 февраля                             |
| 345°                  | Пора пробуждения личинок | 驚蟄 (惊蛰) цзинчжэ | 啓蟄 кэйтицу      | 경칩 (驚蟄) кёнъчхип | Kinh trập кинь чап     | 5—6 марта                                 |
| 0°                    | Весеннее равноденствие   | 春分 чуньфэнь       | 春分 сюмбун       | 춘분 (春分) чхунбун  | Xuân phân сюан фан     | 20—21 марта                               |
| 15°                   | Ясно и светло            | 清明 цинмин         | 清明 сэймэй       | 청명 (清明) чхёнъмён | Thanh minh тхань минь  | 4—5 апреля                                |
| 30°                   | Хлебные дожди            | 穀雨 (谷雨) гуюй    | 穀雨 коку:        | 곡우 (穀雨) когу     | Cốc vũ кок ву          | 20—21 апреля                              |
| 45°                   | Начало лета              | 立夏 лися           | 立夏 рикка        | 입하 (立夏) ипха     | Lập hạ лап ха          | 5—6 мая                                   |
| 60°                   | Малое изобилие           | 小滿 (小满) сяомань | 小満 сё: ман      | 소만 (小滿) соман    | Tiểu mãn тьеу ман      | 21—22 мая                                 |
| 75°                   | Колошение хлебов         | 芒種 (芒种) манчжун | 芒種 бо: сю       | 망종 (芒種) манъджон | Mang chủng манг тюнг   | 5—6 июня                                  |
| 90°                   | Летнее солнцестояние     | 夏至 сячжи          | 夏至 гэси         | 하지 (夏至) haji     | Hạ chí ха ти           | 21—22 июня                                |
| 105°                  | Малая жара               | 小暑 сяошу          | 小暑 сё: сё       | 소서 (小暑) сосо     | Tiểu thử тьеу тхы      | 7—8 июля                                  |
| 120°                  | Большая жара             | 大暑 дашу           | 大暑 тайсё        | 대서 (大暑) дэсо     | Đại thử дай тхы        | 23—24 июля                                |
| 135°                  | Начало осени             | 立秋 лицю           | 立秋 риссю:       | 입추 (立秋) ипхчху   | Lập thu лап тху        | 7—8 августа                               |
| 150°                  | Прекращение жары         | 處暑 (处暑) чушу    | 処暑 сёсё         | 처서 (處暑) чхосо    | Xử thử сьы тхы         | 23—24 августа                             |
| 165°                  | Белые росы               | 白露 байлу          | 白露 хакуро       | 백로 (白露) пэкхро   | Bạch lộ бать ло        | 7—8 сентября                              |
| 180°                  | Осеннее равноденствие    | 秋分 цюфэнь         | 秋分 сю: бун      | 추분 (秋分) чхупун   | Thu phân тху фан       | 23—24 сентября                            |
| 195°                  | Холодные росы            | 寒露 ханьлу         | 寒露 канро        | 한로 (寒露) халло    | Hàn lộ хан ло          | 8—9 октября                               |
| 210°                  | Выпадение инея           | 霜降 шуанцзян       | 霜降 со: ко:      | 상강 (霜降) санъган  | Sương giáng шыонг зянг | 23—24 октября                             |
| 225°                  | Начало зимы              | 立冬 лидун          | 立冬 ритто:       | 입동 (立冬) ипдон    | Lập đông лап донг      | 7—8 ноября                                |
| 240°                  | Малые снега              | 小雪 сяосюэ         | 小雪 сё: сэцу     | 소설 (小雪) сосоль   | Tiểu tuyết тьеу тует   | 22—23 ноября                              |
| 255°                  | Большие снега            | 大雪 дасюэ          | 大雪 тайсэцу      | 대설 (大雪) дэсоль   | Đại tuyết дай тует     | 7—8 декабря                               |
| 270°                  | Зимнее солнцестояние     | 冬至 дунчжи         | 冬至 то: дзи      | 동지 (冬至) тонъджи  | Đông chí донг ти       | 21—22 декабря                             |
| 285°                  | Малые холода             | 小寒 сяохань        | 小寒 сё: кан      | 소한 (小寒) сохан    | Tiểu hàn тьеу хан      | 5—6 января                                |
| 300°                  | Большие холода           | 大寒 дахань         | 大寒 дайкан       | 대한 (大寒) дэхан    | Đại hàn дай хан        | 20—21 января                              |

## Китайский циклический календарь
Китайский циклический календарь использует шестидесятилетний цикл. Является комбинацией циклов по 10 лет («небесные стволы») и по 12 лет («земные ветви»). Наименьшее общее кратное 10 и 12 равняется 60, таким образом, половина сочетаний (у которых разная чётность) не используется, и календарный цикл повторяется через 60 лет.
Найдены кости животных и панцири черепах с вырезанными на них знаками 60-летнего цикла, которые относятся к эпохе Шань-Инь (1766—1122 годы до н. э.). За начало такого циклического счёта принят 2397 (по другим данным — 2697) год до н. э. При использовании начала цикла 2697 года до н. э. сейчас идёт 4722 год (с 29 января 2025 года по 16 февраля 2026 года).
Кроме календарных, эти циклы имеют и другие значения в китайской культуре, некоторые упомянуты в таблице ниже.
Год в цикле обозначается двумя иероглифами, [небесный ствол][земная ветвь]. Иногда указывают только «земную ветвь».
Начало года в календаре зависит от астрономического явления (новолуния), а не от даты в григорианском календаре. Поэтому, из-за протяжённости территории, на которой использовался календарь, в разных местах Новый Год могли отмечать в разные (±1) дни григорианского календаря. Соответственно, такую же точность имеют данные о дате Нового Года в таблицах ниже (если не оговаривается, для какого часового пояса произведены расчёты).
| Иероглифы года в цикле 2-й \ 1-й | Иероглифы года в цикле 2-й \ 1-й | Иероглифы года в цикле 2-й \ 1-й | Небесные стволы          | Небесные стволы          | Небесные стволы          | Небесные стволы          | Небесные стволы          | Небесные стволы          | Небесные стволы          | Небесные стволы          | Небесные стволы          | Небесные стволы          | Китайский зодиак | время суток    |
| Иероглифы года в цикле 2-й \ 1-й | Иероглифы года в цикле 2-й \ 1-й | Иероглифы года в цикле 2-й \ 1-й | дерево 木 mù             | дерево 木 mù             | огонь 火 huŏ             | огонь 火 huŏ             | земля 土 tŭ              | земля 土 tŭ              | металл 金 jīn            | металл 金 jīn            | вода 水 shuĭ             | вода 水 shuĭ             | Китайский зодиак | время суток    |
| Иероглифы года в цикле 2-й \ 1-й | Иероглифы года в цикле 2-й \ 1-й | Иероглифы года в цикле 2-й \ 1-й | 甲 jiă                   | 乙 yĭ                    | 丙 bĭng                  | 丁 dīng                  | 戊 wù                    | 己 jĭ                    | 庚 gēng                  | 辛 xīn                   | 壬 rén                   | 癸 guĭ                   | Китайский зодиак | время суток    |
| Иероглифы года в цикле 2-й \ 1-й | Иероглифы года в цикле 2-й \ 1-й | Иероглифы года в цикле 2-й \ 1-й | 1                        | 2                        | 3                        | 4                        | 5                        | 6                        | 7                        | 8                        | 9                        | 10                       | Китайский зодиак | время суток    |
| -------------------------------- | -------------------------------- | -------------------------------- | ------------------------ | ------------------------ | ------------------------ | ------------------------ | ------------------------ | ------------------------ | ------------------------ | ------------------------ | ------------------------ | ------------------------ | ---------------- | -------------- |
| З е м н ы е в е т в и            | 子 zĭ                            | I                                | 1 05.02.1924 02.02.1984  |                          | 13 24.01.1936 19.02.1996 |                          | 25 10.02.1948 07.02.2008 |                          | 37 28.01.1960 25.01.2020 |                          | 49 15.02.1972 11.02.2032 |                          | крыса 鼠 shŭ     | 23…1           |
| З е м н ы е в е т в и            | 丑 chŏu                          | II                               |                          | 2 24.01.1925 20.02.1985  |                          | 14 11.02.1937 07.02.1997 |                          | 26 29.01.1949 26.01.2009 |                          | 38 15.02.1961 12.02.2021 |                          | 50 03.02.1973 31.01.2033 | бык 牛 niú       | 1…3            |
| З е м н ы е в е т в и            | 寅 yín                           | III                              | 51 23.01.1974 19.02.2034 |                          | 3 13.02.1926 09.02.1986  |                          | 15 31.01.1938 28.01.1998 |                          | 27 17.02.1950 14.02.2010 |                          | 39 05.02.1962 01.02.2022 |                          | тигр 虎 hŭ       | 3…5            |
| З е м н ы е в е т в и            | 卯 măo                           | IV                               |                          | 52 11.02.1975 08.02.2035 |                          | 4 02.02.1927 29.01.1987  |                          | 16 19.02.1939 16.02.1999 |                          | 28 06.02.1951 03.02.2011 |                          | 40 25.01.1963 22.01.2023 | кролик 兔 tù     | 5…7            |
| З е м н ы е в е т в и            | 辰 chén                          | V                                | 41 13.02.1964 10.02.2024 |                          | 53 31.01.1976 28.01.2036 |                          | 5 23.01.1928 17.02.1988  |                          | 17 08.02.1940 05.02.2000 |                          | 29 27.01.1952 23.01.2012 |                          | дракон 龍 lóng   | 7…9            |
| З е м н ы е в е т в и            | 巳 sì                            | VI                               |                          | 42 02.02.1965 29.01.2025 |                          | 54 18.02.1977 15.02.2037 |                          | 6 10.02.1929 06.02.1989  |                          | 18 27.01.1941 24.01.2001 |                          | 30 14.02.1953 10.02.2013 | змея 蛇 shé      | 9…11           |
| З е м н ы е в е т в и            | 午 wŭ                            | VII                              | 31 03.02.1954 31.01.2014 |                          | 43 21.01.1966 17.02.2026 |                          | 55 07.02.1978 04.02.2038 |                          | 7 30.01.1930 27.01.1990  |                          | 19 15.02.1942 12.02.2002 |                          | лошадь 馬 mă     | 11…13          |
| З е м н ы е в е т в и            | 未 wèi                           | VIII                             |                          | 32 24.01.1955 19.02.2015 |                          | 44 09.02.1967 06.02.2027 |                          | 56 28.01.1979 24.01.2039 |                          | 8 17.02.1931 15.02.1991  |                          | 20 05.02.1943 01.02.2003 | овца 羊 yáng     | 13…15          |
| З е м н ы е в е т в и            | 申 shēn                          | IX                               | 21 25.01.1944 22.01.2004 |                          | 33 12.02.1956 08.02.2016 |                          | 45 30.01.1968 26.01.2028 |                          | 57 16.02.1980 12.02.2040 |                          | 9 06.02.1932 04.02.1992  |                          | обезьяна 猴 hóu  | 15…17          |
| З е м н ы е в е т в и            | 酉 yŏu                           | X                                |                          | 22 13.02.1945 09.02.2005 |                          | 34 31.01.1957 28.01.2017 |                          | 46 17.02.1969 13.02.2029 |                          | 58 05.02.1981 01.02.2041 |                          | 10 26.01.1933 23.01.1993 | петух 鷄 jī      | 17…19          |
| З е м н ы е в е т в и            | 戌 xū                            | XI                               | 11 14.02.1934 10.02.1994 |                          | 23 02.02.1946 29.01.2006 |                          | 35 18.02.1958 16.02.2018 |                          | 47 06.02.1970 03.02.2030 |                          | 59 25.01.1982 22.01.2042 |                          | собака 狗 gŏu    | 19…21          |
| З е м н ы е в е т в и            | 亥 hài                           | XII                              |                          | 12 04.02.1935 31.01.1995 |                          | 24 22.01.1947 18.02.2007 |                          | 36 08.02.1959 05.02.2019 |                          | 48 27.01.1971 23.01.2031 |                          | 60 13.02.1983 10.02.2043 | свинья 猪 zhū    | 21…23          |
| Соответ- ствия:                  | Соответ- ствия:                  | Соответ- ствия:                  | зелёный, синий           | зелёный, синий           | красный                  | красный                  | жёлтый                   | жёлтый                   | белый                    | белый                    | голубой, чёрный          | голубой, чёрный          | —цвет            | —цвет          |
| Соответ- ствия:                  | Соответ- ствия:                  | Соответ- ствия:                  | Юпитер                   | Юпитер                   | Марс                     | Марс                     | Сатурн                   | Сатурн                   | Венера                   | Венера                   | Меркурий                 | Меркурий                 | —планета         | —планета       |
| Соответ- ствия:                  | Соответ- ствия:                  | Соответ- ствия:                  | весна                    | весна                    | лето                     | лето                     | конец лета               | конец лета               | осень                    | осень                    | зима                     | зима                     | —время года      | —время года    |
| Соответ- ствия:                  | Соответ- ствия:                  | Соответ- ствия:                  | восток                   | восток                   | юг                       | юг                       | середина                 | середина                 | запад                    | запад                    | север                    | север                    | —сторона света   | —сторона света |

### Вычисление номера цикла по году григорианского календаря
- Современный способ:[7]

2006 年 − 3 = 60 × 33 + 23; 2006 ≈ 34-й цикл, 23-й год
- Традиционный способ:[7]

2006 年 + 2397 = 60 × 73 + 23; 2006 ≈ 74-й цикл, 23-й год
- Совсем древний способ:[7]

2006 年 + 2697 = 60 × 78 + 23; 2006 ≈ 79-й цикл, 23-й год
- Ещё один способ:[9]

2006 年 + 2637 = 60 × 77 + 23; 2006 ≈ 78-й цикл, 23-й год

### Упрощённая таблица соответствия годов (1902…2081) и ветвей
| животное | Дерево (зелёный) | Огонь (красный)  | Земля (жёлтый)   | Металл (белый)   | Вода (чёрный, синий) |
| -------- | ---------------- | ---------------- | ---------------- | ---------------- | -------------------- |
| крыса    | 1924, 1984, 2044 | 1936, 1996, 2056 | 1948, 2008, 2068 | 1960, 2020, 2080 | 1912, 1972, 2032     |
| бык      | 1925, 1985, 2045 | 1937, 1997, 2057 | 1949, 2009, 2069 | 1961, 2021, 2081 | 1913, 1973, 2033     |
| тигр     | 1914, 1974, 2034 | 1926, 1986, 2046 | 1938, 1998, 2058 | 1950, 2010, 2070 | 1902, 1962, 2022     |
| кролик   | 1915, 1975, 2035 | 1927, 1987, 2047 | 1939, 1999, 2059 | 1951, 2011, 2071 | 1903, 1963, 2023     |
| дракон   | 1904, 1964, 2024 | 1916, 1976, 2036 | 1928, 1988, 2048 | 1940, 2000, 2060 | 1952, 2012, 2072     |
| змея     | 1905, 1965, 2025 | 1917, 1977, 2037 | 1929, 1989, 2049 | 1941, 2001, 2061 | 1953, 2013, 2073     |
| лошадь   | 1954, 2014, 2074 | 1906, 1966, 2026 | 1918, 1978, 2038 | 1930, 1990, 2050 | 1942, 2002, 2062     |
| овца     | 1955, 2015, 2075 | 1907, 1967, 2027 | 1919, 1979, 2039 | 1931, 1991, 2051 | 1943, 2003, 2063     |
| обезьяна | 1944, 2004, 2064 | 1956, 2016, 2076 | 1908, 1968, 2028 | 1920, 1980, 2040 | 1932, 1992, 2052     |
| петух    | 1945, 2005, 2065 | 1957, 2017, 2077 | 1909, 1969, 2029 | 1921, 1981, 2041 | 1933, 1993, 2053     |
| собака   | 1934, 1994, 2054 | 1946, 2006, 2066 | 1958, 2018, 2078 | 1910, 1970, 2030 | 1922, 1982, 2042     |
| свинья   | 1935, 1995, 2055 | 1947, 2007, 2067 | 1959, 2019, 2079 | 1911, 1971, 2031 | 1923, 1983, 2043     |

## Хронологическая таблица перевода первых годов 60-летнего цикла к векам нашей эры
| I   | 04 64   | VIII | 724 784   | XV    | 1444      | XXII  | 2104 2164 |
| II  | 124 184 | IX   | 844       | XVI   | 1504 1564 | XXIII | 2224 2284 |
| III | 244     | X    | 904 964   | XVII  | 1624 1684 | XXIV  | 2344      |
| IV  | 304 364 | XI   | 1024 1084 | XVIII | 1744      | XXV   | 2404 2464 |
| V   | 424 484 | XII  | 1144      | XIX   | 1804 1864 | XXVI  | 2524 2584 |
| VI  | 544     | XIII | 1204 1264 | XX    | 1924 1984 |       |           |
| VII | 604 664 | XIV  | 1324 1384 | XXI   | 2044      |       |           |

## Точные даты начала года по лунному календарю
(даты приведены в формате ДД.ММ.ГГ, первые 2 цифры года не указаны)

### Первые две цифры года: 19
| 31.01.00 | 19.02.01 | 08.02.02 | 29.01.03 | 16.02.04 | 04.02.05 | 25.01.06 | 13.02.07 | 02.02.08 | 22.01.09 |
| 10.02.10 | 30.01.11 | 18.02.12 | 06.02.13 | 26.01.14 | 14.02.15 | 03.02.16 | 23.01.17 | 11.02.18 | 01.02.19 |
| 20.02.20 | 08.02.21 | 28.01.22 | 16.02.23 | 05.02.24 | 24.01.25 | 13.02.26 | 02.02.27 | 23.01.28 | 10.02.29 |
| 30.01.30 | 17.02.31 | 06.02.32 | 26.01.33 | 14.02.34 | 04.02.35 | 24.01.36 | 11.02.37 | 31.01.38 | 19.02.39 |
| 08.02.40 | 27.01.41 | 15.02.42 | 05.02.43 | 25.01.44 | 13.02.45 | 02.02.46 | 22.01.47 | 10.02.48 | 29.01.49 |
| 17.02.50 | 06.02.51 | 27.01.52 | 14.02.53 | 03.02.54 | 24.01.55 | 12.02.56 | 31.01.57 | 18.02.58 | 08.02.59 |
| 28.01.60 | 15.02.61 | 05.02.62 | 25.01.63 | 13.02.64 | 02.02.65 | 21.01.66 | 09.02.67 | 30.01.68 | 17.02.69 |
| 06.02.70 | 27.01.71 | 15.02.72 | 03.02.73 | 23.01.74 | 11.02.75 | 31.01.76 | 18.02.77 | 07.02.78 | 28.01.79 |
| 16.02.80 | 05.02.81 | 25.01.82 | 13.02.83 | 02.02.84 | 20.02.85 | 09.02.86 | 29.01.87 | 17.02.88 | 06.02.89 |
| 27.01.90 | 15.02.91 | 04.02.92 | 23.01.93 | 10.02.94 | 31.01.95 | 19.02.96 | 07.02.97 | 28.01.98 | 16.02.99 |

### Первые две цифры года: 20
| 05.02.00 | 24.01.01 | 12.02.02 | 01.02.03 | 22.01.04 | 09.02.05 | 29.01.06 | 18.02.07 | 07.02.08 | 26.01.09 |
| 14.02.10 | 03.02.11 | 23.01.12 | 10.02.13 | 31.01.14 | 19.02.15 | 08.02.16 | 28.01.17 | 16.02.18 | 05.02.19 |
| 25.01.20 | 12.02.21 | 01.02.22 | 22.01.23 | 10.02.24 | 29.01.25 | 17.02.26 | 06.02.27 | 26.01.28 | 13.02.29 |
| 03.02.30 | 23.01.31 | 11.02.32 | 31.01.33 | 19.02.34 | 08.02.35 | 28.01.36 | 15.02.37 | 04.02.38 | 24.01.39 |
| 12.02.40 | 01.02.41 | 22.01.42 | 10.02.43 | 30.01.44 | 17.02.45 | 06.02.46 | 26.01.47 | 14.02.48 | 02.02.49 |
| 23.01.50 | 11.02.51 | 01.02.52 | 19.02.53 | 08.02.54 | 28.01.55 | 15.02.56 | 04.02.57 | 24.01.58 | 12.02.59 |
| 02.02.60 | 21.01.61 | 09.02.62 | 29.01.63 | 17.02.64 | 05.02.65 | 26.01.66 | 14.02.67 | 03.02.68 | 23.01.69 |
| 11.02.70 | 31.01.71 | 19.02.72 | 07.02.73 | 27.01.74 | 15.02.75 | 05.02.76 | 24.01.77 | 12.02.78 | 02.02.79 |
| 22.01.80 | 09.02.81 | 29.01.82 | 17.02.83 | 06.02.84 | 26.01.85 | 14.02.86 | 03.02.87 | 24.01.88 | 10.02.89 |
| 30.01.90 | 18.02.91 | 07.02.92 | 27.01.93 | 15.02.94 | 05.02.95 | 25.01.96 | 12.02.97 | 01.02.98 | 21.01.99 |

## Лунно-солнечный календарь
В китайском лунно-солнечном календаре началом месяцев считаются новолуния, приходящиеся на определённые пары сельскохозяйственных сезонов. Если в паре сельскохозяйственных сезонов присутствуют два новолуния, один и тот же номер месяца считается дважды: например, за 6-м месяцем может следовать 6-й високосный месяц (кит. 閏六月, Rùn Liùyuè), а затем 7-й месяц. Вместо 11-го високосного месяца употребляется название «12-й месяц» (кит. 十二月, Shíèryuè).
| Номер месяца | Начало месяца — новолуние между | Фенологическое название                                                | Название по земной ветви             | Современное название                        |
| ------------ | ------------------------------- | ---------------------------------------------------------------------- | ------------------------------------ | ------------------------------------------- |
| 1            | 21 января — 20 февраля          | кит. 陬月 (zōuyuè) — угловой месяц                                     | кит. 寅月 (yínyuè) — месяц тигра     | кит. 正月 (zhēngyuè) — первый месяц         |
| 2            | 20 февраля — 21 марта           | кит. 杏月 (xìngyuè) — месяц абрикоса                                   | кит. 卯月 (mǎoyuè) — месяц кролика   | кит. 二月 (èryuè) — второй месяц            |
| 3            | 21 марта — 20 апреля            | кит. 桃月 (táoyuè) — месяц персика                                     | кит. 辰月 (chényuè) — месяц дракона  | кит. 三月 (sānyuè) — третий месяц           |
| 4            | 20 апреля — 21 мая              | кит. 梅月 (méiyuè) — месяц цветка сливы                                | кит. 巳月 (sìyuè) — месяц змеи       | кит. 四月 (sìyuè) — четвёртый месяц         |
| 5            | 21 мая — 21 июня                | кит. 榴月 (liúyuè) — гранатовый месяц                                  | кит. 午月 (wǔyuè) — месяц лошади     | кит. 五月 (wǔyuè) — пятый месяц             |
| 6            | 21 июня — 23 июля               | кит. 荷月 (héyuè) — месяц лотоса                                       | кит. 未月 (wèiyuè) — месяц козы      | кит. 六月 (liùyuè) — шестой месяц           |
| 7            | 23 июля — 23 августа            | кит. 蘭月, 兰月 (lányuè) — месяц орхидеи                               | кит. 申月 (shēnyuè) — месяц обезьяны | кит. 七月 (qīyuè) — седьмой месяц           |
| 8            | 23 августа — 23 сентября        | кит. 桂月 (guìyuè) — месяц османтуса                                   | кит. 酉月 (yǒuyuè) — месяц петуха    | кит. 八月 (bāyuè) — восьмой месяц           |
| 9            | 23 сентября — 23 октября        | кит. 菊月 (júyuè) — месяц хризантемы                                   | кит. 戌月 (xūyuè) — месяц собаки     | кит. 九月 (jiǔyuè) — девятый месяц          |
| 10           | 23 октября — 22 ноября          | кит. 露月 (lùyuè) — месяц росы                                         | кит. 亥月 (hàiyuè) — месяц свиньи    | кит. 十月 (shíyuè) — десятый месяц          |
| 11           | 22 ноября — 22 декабря          | кит. 冬月 (dōngyuè) — месяц зимы; кит. 葭月 (jiāyuè) — месяц тростника | кит. 子月 (zǐyuè) — месяц крысы      | кит. 十一月 (shíyīyuè) — одиннадцатый месяц |
| 12           | 22 декабря — 21 января          | кит. 冰月 (bīngyuè) — месяц льда                                       | кит. 丑月 (chǒuyuè) — месяц быка     | кит. 腊月, 臘月 (làyuè) — последний месяц   |